# Anderson Silva (peleador)
Anderson da Silva (São Paulo, 14 de abril de 1975) es un artista marcial mixto y boxeador brasileño. Ha sido Campeón Mundial de Peso Medio de UFC en una ocasión desde 2006 hasta 2013 (el reinado más largo en la historia de la promoción), con diez defensas de título exitosas. Tanto el presidente de UFC, Dana White, como muchas otras publicaciones le han considerado el artista marcial mixto más grande de la historia. En 2023, entró en el Salón de la Fama de UFC.
Tras dejar el MMA en noviembre de 2020, Silva hizo su retorno al boxeo.

## Comienzos
Anderson Silva nació el 14 de abril de 1975, siendo uno de los cuatro hijos que tuvieron sus padres. Hijo de una familia afectada por la pobreza, pasó la mayor parte de su infancia con su tía y su tío, un oficial de policía de Curitiba, Brasil.
Silva comenzó a entrenar jiu-jitsu brasileño con los niños del barrio que podían permitirse pagar las clases. Silva explicó en una entrevista que «cuando empecé a entrenar Jiu-Jitsu era realmente un deporte de élite en Brasil, y había algo de prejuicio hacia los niños más pobres, así que tuve que aprender muchas cosas por mi cuenta... Algunos de mis vecinos comenzaron a hacer jiu-jitsu, así que empecé a verlos, y luego comencé a practicar con ellos. No era de forma organizada, pero era mejor que nada. A la edad de doce años su familia fue capaz de pagar el dinero suficiente para que Silva empezara a entrenar tae kwon do, de ahí pasó a la capoeira y finalmente se asentó en el muay thai a los dieciséis años.
Desde hace varios años, "ATM Network", propiedad del empresario estadounidense, Phil Rock fue uno de los patrocinadores oficiales de Silva.
Antes de comenzar su carrera como profesional, Silva trabajó en McDonalds. Silva considera a Spider-Man (de ahí su apodo Spider) su héroe personal.

## Carrera en artes marciales mixtas
Aunque Silva es conocido principalmente por su dominio del muay thai, también es un cinturón negro de jiu-jitsu brasileño, un rango que obtuvo en 2006 de la mano de Antonio Rodrigo Nogueira. Silva también tiene cinturón negro en taekwondo (que consiguió a la edad de dieciocho años), un cinturón negro en judo y una cinta amarilla en capoeira, aparte de ser un boxeador profesional.
Tras ser miembro de la Chute Boxe Academy, Silva se fue para formar el Muay Thai Dream Team. A finales de noviembre de 2006, se mudó al gimnasio Black House para formar parte del equipo de entrenamiento junto a Lyoto Machida, Vitor Belfort, Assuerio Silva, y los hermanos Nogueira.

### Inicios
Silva peleó inicialmente en su ciudad natal en la categoría de peso wélter. De acuerdo con Sherdog.com, Silva hizo su debut profesional en 1997 con un par de victorias. Anderson registró su primera derrota en el 2000 contra Luiz Azeredo por decisión. Después de esa pelea, tuvo una racha de nueve victorias consecutivas, ganando seis de esas peleas por sumisión o knockout técnico. Después de ganar su primera pelea en Japón, pelearía por el Shooto Middleweight Champion contra el campeón Hayato Sakurai el 26 de agosto del 2001. Silva derrotó a Sakurai por decisión unánime después de tres rondas y se convirtió en el nuevo campeón de peso medio y el primer hombre en derrotar a Sakurai, que se había mantenido invicto en sus primeras 20 peleas.

### PRIDE Fighting Championships
En 2002, Silva comenzó a competir en el PRIDE Fighting Championships. Su primera pelea con la promoción de PRIDE fue contra Alex Stiebling ganando por nocaut técnico. En su siguiente pelea, ganó por decisión contra Alexander Otsuka. En PRIDE 25 Silva pelearía contra el excampeón de peso wélter de UFC Carlos Newton. Newton fue golpeado con una rodilla voladora con la que cayó al suelo y Silva terminó la pelea con golpes ganando por nocaut técnico.
En PRIDE 26, Silva pelearía contra Daiju Takase. Takase, con un balance de cuatro victorias y siete derrotas, era considerado de antemano el perdedor, pero sorprendentemente, después de dominar la mayor parte de la pelea con derribos y encontrarse en la parte superior en el suelo, Takase ganaría a Silva con un ahorcamiento triangular al final de la primera ronda. Después de su derrota ante Takase, Silva se encontraba desmotivado y pensó en dejar las artes marciales mixtas, pero fue convencido por Antonio Rodrigo Nogueira para que siguiera. Silva luego dejó Chute Boxe, se unió a Nogueira en el Brazilian Top Team y empezó a pelear para otras promociones alrededor del mundo. El 27 de junio de 2004, Anderson enfrentó a Jeremy Horn y prevaleció sobre él por decisión. Medio año después, el último día de 2004, regresó en Pride Shockwave 2004 contra Ryo Chonan, pero perdió de manera sorprendente vía flying scissor heel hook.

### Carrera fuera de PRIDE
Tres meses más tarde, Silva hizo su debut en la promoción de Cage Rage en Inglaterra. En Cage Rage 8 Silva derrotó a Lee Murray por decisión con lo que ganaría el título de peso medio.
Después de la derrota ante Chonan, Silva continuó luchando en la promoción de Cage Rage, así como promociones de todo el mundo. Silva peleó en Cage Rage ante Curtis Stout ganando por nocaut técnico.
Aunque estaba programado para pelear contra Matt Lindland en Cage Rage 16, Lindland decidió pelear contra Mike Van Arsdale en Fight Night Raze y Silva defendería su título contra Tony Fryklund, ganando la pelea por un codazo al revés y noqueando a Fryklund en la primera ronda.

### Rumble on the Rock
Antes de su pelea contra Fryklund, Silva peleó en Hawái en la promoción Rumble on the Rock, donde se enfrentó al japonés Yushin Okami en la primera ronda del torneo de las 175 libras. A pesar de que Silva era considerado el favorito para ganar el torneo, perdió la pelea cuando le dio una patada ilegal en la cara a Okami desde su guardia. Okami estaba de rodillas en el suelo en ese momento, por lo que la patada a la cabeza fue ilegal. Silva dijo más tarde que la norma no se la habían explicado debidamente antes de la pelea: «Se puede pegar a un oponente derribado en la ingle o en la cabeza cuando está boca arriba en el suelo. Así que las reglas no me fueron explicadas adecuadamente». Mientras, a Okami se le dio la oportunidad de recuperarse y seguir luchando, la cual declinó. Silva dijo que «la forma de ganar de Okami era una forma barata y cobarde de ganar», y que «las personas que estaban allí vio que estaba en condiciones de volver y seguir luchando, y no lo hizo».

### Ultimate Fighting Championship
La Ultimate Fighting Championship anunció a finales de abril de 2006 que Silva había firmado un contrato de varias peleas.
Silva hizo su debut en Ultimate Fight Night 5 el 28 de junio de 2006. Su pelea sería contra el concursante del reality The Ultimate Fighter 1 Chris Leben que en aquel momento se encontraba invicto en la organización y en una racha de cinco victorias consecutivas. Leben, seguro de la victoria, había predicho que noquearía a Silva en una entrevista antes de la pelea. Siendo un competidor relativamente desconocido en los Estados Unidos, Silva realizó un contundente debut cuando noqueó a Leben con una ráfaga de ataques precisos, seguido de un rodillazo a los 49 segundos de la primera ronda. La precisión de los golpes de Silva fue del 85%.
Después de su victoria contra Leben, la UFC llevó a cabo una rápida encuesta en su página web, pidiendo a los seguidores seleccionar el próximo rival de Silva. La mayoría de los votantes seleccionó al entonces campeón de peso medio de UFC, Rich Franklin. Silva pelearía contra Franklin tal y como quisieron los aficionados en UFC 64, el 14 de octubre de 2006. Silva lo derrotó por nocaut técnico (golpes) al minuto 2:59 de la primera ronda. Silva golpeó Franklin con rodillas al cuerpo usando su clinch de Muay Thai y después le rompió la nariz con un rodillazo en la cara. Franklin evitó el último de los ataques de Silva antes de caer al suelo, pero el árbitro "Big" John McCarthy puso fin a la pelea. Silva fue coronado como el nuevo campeón de peso medio de UFC, convirtiéndose en el segundo hombre en derrotar a Franklin, después de su compañero de entrenamiento Lyoto Machida.

#### Defensas del título y peleas de peso semipesado
El 3 de febrero de 2007, en UFC 67, Silva pelearía contra el ganador del reality The Ultimate Fighter 4 Travis Lutter en lo que sería su primera defensa del título desde que derrotó a Rich Franklin. Sin embargo, Lutter no dio el peso suficiente (84 kg) y la pelea fue cambiada a un combate sin el título en juego. Muchos pensaron que la mejor oportunidad de Lutter para ganar era llevar la pelea al suelo, ya que este es un cinturón negro de jiu-jitsu. Sin embargo, Silva ganó la pelea por sumisión.
En su próxima pelea en UFC 73 el 7 de julio de 2007, Silva defendió con éxito su título contra Nate Marquardt, ganando por nocaut técnico al minuto 4:50 de la primera ronda. Tres meses después, el 20 de octubre de 2007 en UFC 77, Silva se enfrentaba de nuevo contra Rich Franklin, en la ciudad natal de Franklin, Cincinnati, Ohio. Silva defendió su cinturón al vencer a Franklin por nocaut técnico en la segunda ronda. El 1 de marzo de 2008 en UFC 82 Silva defendería su cinturón contra Dan Henderson en una pelea de unificación del título (UFC y PRIDE). Henderson creía que tenía la ventaja sobre el suelo, después de haber competido en 1992 y en 1996 en las Olimpiadas en lucha grecorromana. Silva defendió su título al derrotar a Henderson a través de estrangulación en la 2 ª ronda. En UFC Fight Night: Silva vs. Irvin, celebrado el 19 de julio de 2008, Silva hizo su debut en el peso semipesado (205 lb) en una pelea contra James Irvin. Silva ganó por nocaut técnico al 1:01 del primer asalto tras capturar un intento de patada de parte de Irvin con su brazo izquierdo y golpear con su mano derecha la cara de su oponente, quien fue finalizado con varios golpes en la cabeza después de caer al piso.
La próxima pelea de Silva sería el 25 de octubre de 2008, en UFC 90 en Rosemont, Illinois. Allí defendió su título de peso medio contra Patrick Côté, quien fue el primer competidor en hacerlo llegar a un tercer asalto en la promoción. Después de su pelea con Côté, Silva fue criticado por evitar el contacto durante el combate. Dana White criticó a Silva, diciendo: «No entiendo las tácticas de Silva... No fue el Anderson Silva que he estado viendo los últimos dos años». Después Silva dijo lo siguiente en la rueda de prensa posterior a la pelea: «Hay muchas personas que dicen que estaba faltando el respeto a Cote, pero esto es absolutamente falso. Mi plan de juego desde el principio fue pelear cinco asaltos, induciendo a cometer errores a Cote y buscar el nocaut en el cuarto o en el quinto asalto. Estaba funcionando mi táctica, y la mayor prueba de ello es que casi no perdí ningún golpe. Me conectó un par de buenos golpes y rodillazos, pero lamentablemente se lesionó y la lucha había terminado. Esto no es culpa mía.».
El 18 de abril de 2009, en UFC 97 en Montreal, Canadá, Silva derrotó al cinturón negro de Jiu-jitsu brasileño Thales Leites por decisión unánime, en la fue su novena victoria consecutiva en el UFC. A Thales Leites se le atribuye ser el primer copetidor en la historia de UFC en tomar a Silva a través de 5 rondas. La multitud abucheó varias veces a Silva su deslucida actuación, expresión de aburrimiento, y los intentos frustrados de incitar a su rival en la lucha, y en las rondas 4 y 5 salió a bailar, bajando la guardia y golpeando a su oponente sin represalias. Después de la lucha, Dana White ha dicho que estaba «avergonzado» por el rendimiento de Silva, pero aun así, dijo que es «el mejor libra por libra del mundo».
En UFC 101, que tuvo lugar el 8 de agosto de 2009 en Filadelfia, Pensilvania Silva peleó otra vez en las 205 libras contra el excampeón de peso semipesado de UFC Forrest Griffin. Griffin cayó tres veces al suelo en el primer asalto debido a los fuertes ataques de Anderson, quien finalmente lo noqueó. Silva ganó el premio a la paliza del año, el cual compartió con Brock Lesnar. También recibió 60 000 dólares de bonificación por el KO de la Noche, y la misma cantidad por protagonizar el mejor combate de la velada.
Después de derrotar a Griffin, un periodista de Yahoo! Sports supuestamente afirmó que el representante de Silva, Ed Soares, confirmó que este podría abandonar su cinturón de peso medio para pelear en la categoría semipesada. Sin embargo, Soares y un vocero de UFC negaron lo dicho por el reportero y dijeron que tales declaraciones nunca existieron. Silva no subió a peso semipesado y tampoco abandonó su título. El abogado de Soares dijo que planeaba hablar con Yahoo! Sports sobre el asunto.
Silva esperaba defender el campeonato de peso medio de UFC contra Vitor Belfort el 2 de enero de 2010 en UFC 108. Sin embargo, su mánager anunció que la pelea no se llevaría a cabo ya que este no estaría completamente recuperado de su cirugía. La pelea se fijó entonces para el 6 de febrero de 2010 en UFC 109. De nuevo, sin embargo, dependía de la curación de Silva, ya que se dijo que «no va según lo previsto». El combate volvió a ser cancelado debido a la lenta recuperación del campeón. Silva fue nuevamente programado para pelear contra Belfort el 10 de abril de 2010 en UFC 112. Esta vez el enfrentamiento se pospuso por una lesión de su oponente. Demian Maia fue seleccionado para ocupar el lugar de Belfort y pelear contra Silva por el título.
En las dos primeras rondas de combate, Silva parecía burlarse de Maia. En la tercera ronda, sin embargo, el ritmo de Silva pareció cambiar. En la quinta ronda, la falta de conducta de Silva solicita árbitro Dan Miragliotta a advertir a Silva. La multitud empezó a estar al lado de Maia, que fue el único competidor tratar de participar en la pelea. Después de 5 rondas, Silva fue declarado ganador por decisión unánime.
Silva fue muy criticado por su actuación. Dana White dijo que era la vez en la que se sintió más avergonzado desde que asumió la presidencia de la compañía. A mediados de la cuarta ronda, Dana White se retiró de la pelea y le dio el cinturón de campeón al representante de Silva, Ed Soares. Dana White estaba tan molesto que se negó a darle personalmente el cinturón a Silva, alegando que era la primera vez que lo había hecho después de un combate por el título. También se alegó que Silva se burló de Maia diciendo: «Vamos, pégame en la cara playboy». Posteriormente a la pelea, Silva se disculpó y dijo que no era él mismo y que tendría que volver atrás y evaluar la humildad que lo llevó a donde está ahora. También hizo múltiples referencias acerca de cómo Demian le insultó antes de la pelea.
El 7 de agosto de 2010, Silva pelearía ante Chael Sonnen por el título de peso medio de UFC en UFC 117. En la primera ronda, Sonnen sorprendió con un golpe antes de llevarlo el suelo y dominarlo desde la primera posición, propinándole a Silva golpes múltiples. Las siguientes tres rondas fueron de manera similar, Sonnen lo llevaba al suelo y dominaba a Silva. En la quinta ronda, Silva cayó al suelo por el gancho izquierdo de Sonnen y el retador aprovechó una vez más el estar en una posición superior. Con cerca de dos minutos para el final de la ronda, Silva fue capaz de encerrar una llave de brazo triangular en Sonnen, obligando a Sonnen a rendirse al minuto 3:10 de la quinta ronda.
Silva fue golpeado más en esta pelea que en toda su carrera. Según CompuStrike, en sus primeras 11 peleas en el UFC, Silva fue golpeado 208 veces. Sonnen le golpeó un total de 289 veces. Después de la pelea se reveló que Sonnen habría ganado la pelea por una decisión de los jueces. Los tres jueces habían marcado a Sonnen como el ganador de las cuatro rondas.
Silva supuestamente entró en la pelea con las costillas lesionadas y su médico le aconsejó que no debería pelear. Durante la primera ronda, Sonnen le golpeó las costillas y Silva estuvo fuera hasta el 2011 debido a la lesión. Después de pelea la Comisión Atlética de California confirmó que Chael Sonnen dio positivo por sustancias dopantes. Los controles de dopaje revelaron que Sonnen tuvo un elevado nivel de testosterona y estaba fuera del rango normal antes de su pelea con Silva (un resultado que es congruente con la terapia de reemplazo de testosterona). La Comisión Atlética de California confirmó, sin embargo, que sus niveles de testosterona reales fueron normales. Dana White anunció que Sonnen tendría una revancha contra Silva cuando regrese.
Silva se enfrentó a Vitor Belfort el 5 de febrero de 2011, en UFC 126. Belfort se iba a enfrentar al principio con Yushin Okami en UFC 122, pero fue reemplazado por Nate Marquardt. Silva conectó una patada frontal en la mandíbula de Belfort y siguió con golpes en el suelo. El árbitro Mario Yamasaki detuvo la pelea al minuto 3:25 de la primera ronda. Con la victoria de Silva sobre Belfort, The Phenom entregó su primera derrota por KO en 28 peleas profesionales.
Silva se enfrentó a Yushin Okami el 27 de agosto de 2011 en UFC 134. Silva derrotó al japonés por nocaut en la segunda ronda. Su récord en las artes marciales mixtas pasó a ser de 31-4, vengando su derrota por descalificación contra Okami en 2006. UFC 134 fue nombrado «evento del año» por Sherdog.
Una revancha con Chael Sonnen iba a tener lugar el 23 de junio de 2012 en UFC 147, pero la pelea fue trasladada al 7 de julio de 2012 en UFC 148. El cambio se debió a un conflicto de programación con una conferencia de las Naciones Unidas, Rio+20, que ocurrió al mismo tiempo que UFC 147. Silva ganó ya que el árbitro detuvo la pelea en la segunda ronda con un nocaut técnico.
Silva se enfrentó a Stephan Bonnar el 13 de octubre de 2012 en UFC 153, en lo que fue su tercer combate en la categoría de peso semipesado. Silva ganó la pelea por nocaut técnico.

### Sus 2 derrotas consecutivas
El 6 de julio de 2013, Silva se enfrentó a Chris Weidman en UFC 162. Silva perdió la pelea por nocaut en la segunda ronda, perdiendo así el cinturón.
En 13 de julio de 2013, Dana White confirmó la revancha entre Weidman y Silva para el 28 de diciembre en UFC 168. Silva perdió la pelea al lesionarse severamente la pierna al lanzar una patada baja que Weidman bloqueó con la rodilla. Esto provocó que Anderson se fracturara la tibia y el peroné.

#### Retorno desde su lesión y escándalo por dopaje
Tras la grave lesión sufrida en diciembre de 2013, Silva regresó a la acción frente a Nick Diaz el 31 de enero de 2015 en UFC 183. Silva ganó la pelea por decisión unánime. Pocos días después del evento, se reveló de que Silva había dado positivo por sustancias prohibidas durante un examen médico anterior al evento. Silva negó haber consumido tales sustancias y la contraprueba la pasó exitosamente, pero el 31 de enero, Silva fue sometido a 2 controles, uno antes y otro después de pelear. En ambos dio positivo por varias sustancias, entre ellas el esteroide drostanolone del que también dio positivo en el control del día 9 de enero.
El día 17 de febrero tras una reunión y la correspondiente votación del caso, la NAC (Comisión Atlética de Nevada) suspendió temporalmente a Silva hasta cerrar completamente el caso. La resolución se realizó el 17 de febrero de 2015 suspendiendo a Silva junto con Nick Diaz y Héctor Lombard.
El 13 de agosto de 2015, la NSAC suspendió a Silva durante un año con fecha del 31 de enero (día del combate con Nick Diaz), y una multa de $380,000.
En su primera pelea después de que se levantara su suspensión de PED, Silva enfrentó a Michael Bisping el 27 de febrero de 2016 en UFC Fight Night 84. Perdió la pelea por decisión unánime. Sin embargo, la lucha no fue sin controversia ya que al final de la tercera ronda, Silva dejó caer Bisping con una rodilla voladora mientras Bisping estaba señalando al árbitro Herb Dean que perdió su boquilla. Silva creyó que había ganado el combate y continuó celebrando como el árbitro Herb Dean dijo que la lucha no había terminado, y continuó por otras dos rondas a la decisión. Ambos participantes fueron galardonados con el premio por Pelea de la Noche.
Se esperaba que Silva enfrentara a Uriah Hall el 14 de mayo de 2016 en el UFC 198. Sin embargo, Silva se retiró de la pelea el 10 de mayo después de requerir una cirugía para extirpar su vesícula biliar. Como resultado, Hall no compitió en el evento.
Silva sirvió de reemplazo a corto plazo para enfrentarse al entonces campeón de peso semipesado de la UFC, Daniel Cormier, en una pelea sin el título en juego el 9 de julio de 2016, en el UFC 200. Silva perdió la pelea por decisión unánime.
El 11 de febrero de 2017, Silva se enfrentó a Derek Brunson en UFC 208. Ganó la pelea por decisión unánime, pero su victoria levantó bastante polémica, llegado al punto que incluso Brunson publicó una foto en su red social de Instagram con las estadísticas del combate donde indicaban claramente que él debió ser el ganador.
Se esperaba que Silva se enfrentara a Kelvin Gastelum en el UFC 212, sin embargo, el combate no se llevó a cabo porque Gastelum dio positivo por marihuana en un test de drogas.
La pelea con Gastelum fue reprogramada y se esperaba que tuviera lugar el 25 de noviembre de 2017 en UFC Fight Night: Silva vs. Gastelum. Sin embargo, se anunció el 10 de noviembre de 2017 que Silva sería retirado de la pelea por fallar la prueba de drogas de la USADA el 26 de octubre. En julio de 2018, USADA anunció que Silva había sido exonerado de la prueba fallida después de encontrar suplementos contaminados y recibió una suspensión de un año de USADA desde noviembre de 2017 y sería libre de volver a pelear en noviembre de 2018.
Silva regresó y se enfrentó a Israel Adesanya el 10 de febrero de 2019 en el UFC 234. Perdió la pelea por decisión unánime. Tras el combate, recibió el premio a la Pelea de la Noche.
Silva enfrentó a Jared Cannonier el 11 de mayo de 2019 en el UFC 237, pelea que Silva perdió por una patada de Cannonier, al final siendo este abucheado por el público.

## Carrera en Boxeo

### Profesional

#### Silva vs. Chávez Jr.
En marzo de 2021, se anunció que Anderson Silva continuaría su carrera deportiva de combate en el boxeo contra Julio César Chávez Jr. el 19 de junio de 2021. Chávez Jr perdió el peso contractual de 182 libras. después de pesar 184,4 libras. y confiscó $100,000 de su bolso a Silva. Silva ganó la pelea por decisión dividida. Silva fue el peleador más ocupado durante la pelea lanzando un total de 392 golpes contra los 153 de Chávez Jr.

#### Silva vs. Ortiz
Silva se enfrentó al ex campeón de peso semipesado de UFC Tito Ortiz en una pelea de boxeo profesional el 11 de septiembre de 2021. Ganó la pelea por nocaut en el primer asalto.

#### Silva vs. Paul
El 6 de septiembre de 2022 se anunció que el invicto Jake Paul se enfrentaría a Silva el 29 de octubre en Glendale, arizona.
Silva perdió ante Paul por decisión unánime con puntuaciones de 78–73 (dos veces) y 77–74, todas a favor de Paul.

### Exhibición

#### Silva vs. Machado
Silva enfrentó al brasileño veterano de MMA Bruno Machado en un combate de boxeo de exhibición el 21 de mayo del 2022. A pesar de que Silva  alcanzó mandar a la lona a su rival en el quinto asalto, el cual se levantó y logró llegar al octavo y última ronda. La pelea no tuvo un resultado oficial para el récord de ninguno de los dos.

#### Silva vs. Sonnen
Silva enfrentó a Chael Sonnen el 15 de junio de 2024 en una pelea de boxeo de exhibición de cinco asaltos y dos minutos en 216 libras en São Paulo, Brasil. Silva y Sonnen se enfrentaron dos veces en artes marciales mixtas en el UFC. La pelea duró cinco asaltos completos y fue declarada empate.

## Vida privada
Silva tiene tres hijos y dos hijas con su esposa Dayane. Ha aparecido en la película Never Surrender en el año 2009. Un documental sobre Silva llamado Like Water fue lanzado en 2011.
En una entrevista en 2008 con MMA Weekly, el representante de Silva declaró: «A Anderson le encantaría pelear contra Roy Jones Jr. en un combate de boxeo para demostrar que los competidores de artes marciales mixtas son técnicamente buenos.» El presidente de UFC, Dana White, más tarde expresó que iba a usar su poder de veto para detener la pelea y que no se llevara a cabo debido a que se lesionaría fuera de la jaula. Silva, sin embargo, ha comentado: «Después de que mi contrato con el UFC haya terminado, yo pelearé con Jones Jr. y la pelea ya ha sido autorizada por el propio Jones.» En abril de 2009, Jones confirmó que todavía está interesado en una pelea contra Silva: «Voy a tratar de hacerlo realidad. Él está diciendo que quiere pelear conmigo, por lo que, vale, estoy listo para la reyerta. Vamos.» Roy Jones Jr. estuvo presente en el UFC 101.
En una entrevista con la cadena de televisión brasileña SporTV en septiembre de 2008, Silva dijo que estaba interesado en retirarse el próximo año (2009). Sin embargo, el representante de Anderson, Ed Soares y co-representante Gansen Nicholas, explicaron que Anderson estaba obligado por contrato a pelear seis peleas más (su sexta pelea contra Vitor Belfort) y que lo haría antes de retirarse. Soares dijo además que Silva desearía retirarse cuando tenga 35 años. Después de todo Silva no se retiraba y según su representante, Ed Soares, dijo que él no se retira después de que su contrato haya terminado en 2010 y quiere seguir en la división de 185 lb defendiendo su título.

## Patrocinadores
Anderson Silva es patrocinado por 9INE, una empresa de marketing deportivo, copropiedad del exfutbolista brasileño Ronaldo. Desde agosto de 2011, Anderson es patrocinado por Sport Club Corinthians Paulista, su equipo de fútbol favorito. Él también es patrocinado por la cadena de comida rápida Burger King, la famosa marca deportiva Nike y la red de enseñanza de idiomas Wizard.

## Campeonatos y logros
- Ultimate Fighting Championship
  - Campeonato de Peso Medio de UFC (una vez)
  - Pelea de la Noche (cinco veces)
  - Peleador con más premios de KO de la Noche (siete veces)
  - Mayor número de victorias por knockout en la historia de UFC (11)
  - Sumisión de la Noche (dos veces)
  - Más finalizaciones en peleas por un título (9)

- Shooto
  - Campeón de Peso Medio (una vez)

- Cage Rage Championships
  - Campeón de Peso Medio (una vez)
  - Igualado (Paul Daley) en mayor número de defensas consecutivas de un título (3)
  - Empatado en mayor número de defensas exitosas de un título (3)

- World MMA Awards
  - Peleador del año (2008)[107]
  - Pelea del año (2010) vs. Chael Sonnen[108]
  - Nocaut del año (2011) vs. Vitor Belfort[109]

- Sports Illustrated
  - Peleador del año (2008)[110]

- Spike Guys' Choice Awards
  - Hombre más peligroso del año (2008)

- Sherdog
  - Paliza del año (2009) vs. Forrest Griffin[36]
  - Primer equipo All-Violence (2011)[111]

- MMA Live
  - Pelea del año (2010) vs. Chael Sonnen[112]

- Inside MMA
  - Nocaut de patada del año vs. Vitor Belfort

- ESPN.com
  - Nocaut del año (2011) vs. Vitor Belfort[113]

- ESPY Awards
  - Nominación a mejor peleador (2009, 2012, 2013)[114][115]

- Wrestling Observer Newsletter
  - Peleador más destacado (2012)[116]
  - Peleador más valioso de AMM (2012)[116]

## Récord en artes marciales mixtas
| Resultado     | Récord    | Oponente              | Método                               | Evento                             | Fecha                    | Ronda | Tiempo | Localización            | Notas |
| ------------- | --------- | --------------------- | ------------------------------------ | ---------------------------------- | ------------------------ | ----- | ------ | ----------------------- | --- |
| Derrota       | 34-11 (1) | Uriah Hall            | TKO (golpes)                         | UFC Fight Night: Hall vs. Silva    | 31 de octubre de 2020    | 4     | 1:24   | Las Vegas, Nevada       | |
| Derrota       | 34–10 (1) | Jared Cannonier       | TKO (patada)                         | UFC 237                            | 11 de mayo de 2019       | 1     | 4:47   | Río de Janeiro          | |
| Derrota       | 34–9 (1)  | Israel Adesanya       | Decisión (unánime)                   | UFC 234                            | 10 de febrero de 2019    | 3     | 5:00   | Melbourne               | Pelea de la Noche. |
| Victoria      | 34–8 (1)  | Derek Brunson         | Decisión (unánime)                   | UFC 208                            | 11 de febrero de 2017    | 3     | 5:00   | Brooklyn, Nueva York    | Regreso Peso Medio |
| Derrota       | 33–8 (1)  | Daniel Cormier        | Decisión (unánime)                   | UFC 200                            | 9 de julio de 2016       | 3     | 5:00   | Las Vegas, Nevada       | Peso Semipesado |
| Derrota       | 33–7 (1)  | Michael Bisping       | Decisión (unánime)                   | UFC Fight Night: Silva vs. Bisping | 27 de febrero de 2016    | 5     | 5:00   | Londres                 | Pelea de la Noche. |
| Sin resultado | 33–6 (1)  | Nick Diaz             | Sin resultado                        | UFC 183                            | 31 de enero de 2015      | 5     | 5:00   | Las Vegas, Nevada       | Originalmente victoria por decisión unánime para Silva; Resultado cambiado después de que Silva diera positivo por sustancias prohibidas.                                         |
| Derrota       | 33–6      | Chris Weidman         | TKO (fractura en la pierna)          | UFC 168                            | 28 de diciembre de 2013  | 2     | 1:16   | Las Vegas, Nevada       | Por el Campeonato de Peso Medio de UFC. |
| Derrota       | 33–5      | Chris Weidman         | KO (golpes)                          | UFC 162                            | 6 de julio de 2013       | 2     | 1:18   | Las Vegas, Nevada       | Perdió el Campeonato de Peso Medio de UFC. |
| Victoria      | 33–4      | Stephan Bonnar        | TKO (rodillazo al cuerpo y golpes)   | UFC 153                            | 13 de octubre de 2012    | 1     | 4:40   | Río de Janeiro          | Peso Semipesado. |
| Victoria      | 32–4      | Chael Sonnen          | TKO (golpes)                         | UFC 148                            | 7 de julio de 2012       | 2     | 1:55   | Las Vegas, Nevada       | Defendió el Campeonato de Peso Medio de UFC; KO de la Noche; extiende el récord de defensas del título (10).                                                                      |
| Victoria      | 31–4      | Yushin Okami          | TKO (golpes)                         | UFC 134                            | 27 de agosto de 2011     | 2     | 2:04   | Río de Janeiro          | Defendió el Campeonato de Peso Medio de UFC; extendió el récord de defensas del título (9).                                                                                       |
| Victoria      | 30–4      | Vitor Belfort         | KO (patada frontal y golpes)         | UFC 126                            | 5 de febrero de 2011     | 1     | 3:25   | Las Vegas, Nevada       | Defendió el Campeonato de Peso Medio de UFC; KO de la Noche; KO del Año (2011). Extendió el récord de defensas del título (8). Bate el récord de más defensas totales del título. |
| Victoria      | 29–4      | Chael Sonnen          | Sumisión (triangle armbar)           | UFC 117                            | 7 de agosto de 2010      | 5     | 3:10   | Oakland, California     | Defendió el Campeonato de Peso Medio de UFC; Sumisión de la Noche; Pelea de la Noche; Pelea del Año (2010); Bate el récord con más victorias consecutivas (7).                    |
| Victoria      | 28–4      | Demian Maia           | Decisión (unánime)                   | UFC 112                            | 10 de abril de 2010      | 5     | 5:00   | Abu Dhabi               | Defendió el Campeonato de Peso Medio de UFC; Bate el récord de más defensas consecutivas del título (6).                                                                          |
| Victoria      | 27–4      | Forrest Griffin       | KO (golpe)                           | UFC 101                            | 8 de agosto de 2009      | 1     | 3:23   | Filadelfia, Pensilvania | Peso Semipesado; KO de la Noche; Pelea de la Noche. |
| Victoria      | 26–4      | Thales Leites         | Decisión (unánime)                   | UFC 97                             | 18 de abril de 2009      | 5     | 5:00   | Montreal                | Defendió el Campeonato de Peso Medio de UFC. |
| Victoria      | 25–4      | Patrick Côté          | TKO (lesión en la rodilla)           | UFC 90                             | 25 de octubre de 2008    | 3     | 0:39   | Rosemont, Illinois      | Defendió el Campeonato de Peso Medio de UFC. |
| Victoria      | 24–4      | James Irvin           | KO (golpes)                          | UFC Fight Night: Silva vs. Irvin   | 19 de julio de 2008      | 1     | 1:01   | Las Vegas, Nevada       | Peso Semipesado; Irvin dio positivo por sustancias prohibidas después de la pelea.                                                                                                |
| Victoria      | 23–4      | Dan Henderson         | Sumisión (rear-naked choke)          | UFC 82                             | 1 de marzo de 2008       | 2     | 4:50   | Columbus, Ohio          | Defendió el Campeonato de Peso Medio de UFC; Sumisión de la Noche; Pelea de la Noche.                                                                                             |
| Victoria      | 22–4      | Rich Franklin         | TKO (rodillazos)                     | UFC 77                             | 20 de octubre de 2007    | 2     | 1:07   | Cincinnati, Ohio        | Defendió el Campeonato de Peso Medio de UFC; KO de la Noche. |
| Victoria      | 21–4      | Nate Marquardt        | TKO (golpes)                         | UFC 73                             | 7 de julio de 2007       | 1     | 4:50   | Sacramento, California  | Defendió el Campeonato de Peso Medio de UFC; KO de la Noche. |
| Victoria      | 20–4      | Travis Lutter         | Sumisión (triangle choke)            | UFC 67                             | 3 de febrero de 2007     | 2     | 2:11   | Las Vegas, Nevada       | Lutter falló el peso; pelea sin título en juego. |
| Victoria      | 19–4      | Rich Franklin         | TKO (rodillazo)                      | UFC 64                             | 14 de octubre de 2006    | 1     | 2:59   | Las Vegas, Nevada       | Ganó el Campeonato de Peso Medio de UFC; KO de la Noche. |
| Victoria      | 18–4      | Chris Leben           | KO (rodillazo)                       | UFC Ultimate Fight Night 5         | 28 de junio de 2006      | 1     | 0:49   | Las Vegas, Nevada       | UFC Debut; KO de la Noche. |
| Victoria      | 17–4      | Tony Fryklund         | KO (codazo giratorio)                | Cage Rage 16                       | 22 de abril de 2006      | 1     | 2:02   | Londres                 | Defendió el Campeonato de Peso Medio de Cage Rage. |
| Derrota       | 16–4      | Yushin Okami          | Descalificación (patada alta ilegal) | Rumble on the Rock 8               | 20 de enero de 2006      | 1     | 2:23   | Honolulu, Hawái         | Silva fue descalificado por usar un upkick ilegal que hizo que Okami no pudiera continuar.                                                                                        |
| Victoria      | 16–3      | Curtis Stout          | TKO (golpes)                         | Cage Rage 14                       | 3 de diciembre de 2005   | 1     | 4:59   | Londres                 | Defendió el Campeonato de Peso Medio de Cage Rage. |
| Victoria      | 15–3      | Jorge Rivera          | TKO (rodillazos y golpes)            | Cage Rage 11                       | 30 de abril de 2005      | 2     | 3:53   | Londres                 | Defendió el Campeonato de Peso Medio de Cage Rage. |
| Derrota       | 14–3      | Ryo Chonan            | Sumisión (flying scissor heel hook)  | PRIDE Shockwave 2004               | 31 de diciembre de 2004  | 3     | 3:08   | Saitama                 | |
| Victoria      | 14–2      | Lee Murray            | Decisión (unánime)                   | Cage Rage 8                        | 11 de septiembre de 2004 | 3     | 5:00   | Londres                 | Ganó el Campeonato de Peso Medio de Cage Rage. |
| Victoria      | 13–2      | Jeremy Horn           | Decisión (unánime)                   | Gladiator FC: Day 2                | 27 de junio de 2004      | 3     | 5:00   | Seúl                    | |
| Victoria      | 12–2      | Waldir dos Anjos      | TKO (parada del equipo)              | Conquista Fight 1                  | 20 de diciembre de 2003  | 1     | 5:00   | Vitória da Conquista    | |
| Derrota       | 11–2      | Daiju Takase          | Sumisión (triangle choke)            | PRIDE 26                           | 8 de junio de 2003       | 1     | 8:33   | Yokohama                | |
| Victoria      | 11–1      | Carlos Newton         | KO (rodillazo volador y golpes)      | PRIDE 25                           | 16 de marzo de 2003      | 1     | 6:27   | Yokohama                | |
| Victoria      | 10–1      | Alexander Otsuka      | Decisión (unánime)                   | PRIDE 22                           | 29 de septiembre de 2002 | 3     | 5:00   | Nagoya                  | |
| Victoria      | 9–1       | Alex Stiebling        | TKO (parada médica)                  | PRIDE 21                           | 23 de junio de 2002      | 1     | 1:23   | Saitama                 | PRIDE Debut. |
| Victoria      | 8–1       | Roan Carneiro         | Sumisión (golpes)                    | Mecca: World Vale Tudo 6           | 31 de enero de 2002      | 1     | 5:32   | Curitiba                | |
| Victoria      | 7–1       | Hayato Sakurai        | Decisión (unánime)                   | Shooto: To The Top 7               | 26 de agosto de 2001     | 3     | 5:00   | Osaka                   | Ganó el Campeonato de Peso Medio de Shooto. |
| Victoria      | 6–1       | Israel Albuquerque    | Sumisión (golpes)                    | Mecca: World Vale Tudo 5           | 9 de junio de 2001       | 1     | 6:17   | Curitiba                | |
| Victoria      | 5–1       | Tetsuji Kato          | Decisión (unánime)                   | Shooto: To The Top 2               | 2 de marzo de 2001       | 3     | 5:00   | Tokio                   | |
| Victoria      | 4–1       | Claudionor Fontinelle | TKO (golpes y rodillazos)            | Mecca: World Vale Tudo 4           | 16 de diciembre de 2000  | 1     | 4:35   | Curitiba                | |
| Victoria      | 3–1       | José Barreto          | TKO (patada a la cabeza y golpes)    | Mecca: World Vale Tudo 2           | 12 de agosto de 2000     | 1     | 1:06   | Curitiba                | |
| Derrota       | 2–1       | Luiz Azeredo          | Decisión (unánime)                   | Mecca: World Vale Tudo 1           | 27 de mayo de 2000       | 2     | 10:00  | Curitiba                | |
| Victoria      | 2–0       | Fabrício Camões       | TKO (retiro)                         | Brazilian Freestyle Circuit 1      | 25 de junio de 1997      | 1     | 25:14  | Campo Grande            | |
| Victoria      | 1–0       | Raimundo Pinheiro     | Sumisión (rear-naked choke)          | Brazilian Freestyle Circuit 1      | 25 de junio de 1997      | 1     | 1:53   | Campo Grande            | |

## Récord en Boxeo

### Profesional
| 5 peleas | 3 victorias | 2 derrotas |
| -------- | ----------- | ---------- |
| Nocaut   | 2           | 1          |
| Decisión | 1           | 1          |

| N.º | Resultado | Récord | Oponente               | Método              | Fecha                    | Ronda | Tiempo | Localización                                            | Notas             |
| --- | --------- | ------ | ---------------------- | ------------------- | ------------------------ | ----- | ------ | ------------------------------------------------------- | ----------------- |
| 5   | Derrota   | 3-2    | Jake Paul              | UD                  | 29 de octubre de 2022    | 8     | 3:00   | Glendale, Arizona                                       |                   |
| 4   | Victoria  | 3-1    | Tito Ortiz             | KO                  | 11 de septiembre de 2021 | 1 (8) | 1:22   | Seminole Hard Rock Hotel and Casino, Hollywood, Florida |                   |
| 3   | Victoria  | 2-1    | Julio César Chávez Jr. | Decisión (Dividida) | 19 de junio de 2021      | 8     | 3:00   | Estadio Jalisco, Guadalajara                            |                   |
| 2   | Victoria  | 1-1    | Julio Cesar De Jesus   | KO                  | 5 de mayo de 2005        | 2 (6) | 0:19   | Ginásio de Esportes Antônio Balbino, Salvador           |                   |
| 1   | Derrota   | 0-1    | Osmar Luiz Teixeira    | RTD                 | 22 de mayo de 1998       | 1 (6) | 3:00   | Ginasio Isael Pastuch, Uniao da Vitoria                 | Debut Profesional |

### Exhibición
| 2 peleas      | 0 victorias | 0 derrotas |
| ------------- | ----------- | ---------- |
| Empate        | 1           | 1          |
| Sin resultado | 1           | 1          |

| N.º | Resultado     | Récord | Oponente      | Método        | Fecha               | Asalto - tiempo | Localización                        | Notas |
| --- | ------------- | ------ | ------------- | ------------- | ------------------- | --------------- | ----------------------------------- | ----- |
| 2   | Empate        | 0-0-1  | Chael Sonnen  | Empate        | 15 de junio de 2024 | 5               | São Paulo                           |       |
| 1   | Sin resultado | ---    | Bruno Machado | Sin resultado | 21 de mayo de 2022  | 8               | Etihad Arena, Yas Island, Abu Dhabi |       |